# Особисті спогади про Жанну д'Арк
«Особисті спогади про Жанну д'Арк сьєра Луї де Конта, її пажа і секретаря» (англ. Personal Recollections of Joan of Arc, by the Sieur Louis de Conte) — роман Марка Твена 1896 року, присвячений життю Жанни д'Арк. Це останній завершений роман Твена, опублікований, коли письменнику був 61 рік.
Роман був представлений як переклад спогадів Луї де Конта, пажа Жанни д'Арк, виконаний таким собі Жаном Франсуа Альденом зі старофранцузької на англійську мову, а Твен виступає як «редактор» нібито знайденого ним рукопису Альдена. Роман складається з трьох частин, що послідовно описують біографію Жанни д'Арк: її дитинство в Домремі, на чолі армії Карла VII і на судовому процесі в Руані.

## Історія написання
Твен згадував, що був вражений героїчною трагедією життя Жанни д'Арк ще в дитинстві, а рішення написати про неї роман було прийняте ним близько 1880 року. Твен уважно вивчив документи про життя Жанни і суд над нею. Він казав тоді: «Це буде серйозна книга, для мене вона означає більше, ніж усі мої починання, які я коли-будь робив». Написання роману почалося в 1893 році і закінчилося навесні 1895 року.
У листі до близького друга, нафтового магната Генрі Роджерса (компанія Standard Oil), Твен згадував, що ніколи раніше робота не коштувала йому такої праці і напруги, він вичерпно використовував відомості з десяти джерел. Прообразом зовнішнього вигляду Жанни, на думку біографів, послужила дочка Твена, Сюзі Клеменс.
Спочатку роман публікувався як роман-фейлетон у журналі «Гарперз Меґезін» (англ. Harper's Magazine), починаючи з квітня 1895 року. Марк Твен, знаючи про свою репутацію автора гумористичних творів, волів публікувати роман у журналі анонімно під маскою зброєносця Жанни. З цієї причини він дав роману довгу вигадливу назву в дусі Середньовіччя: «Особисті спогади про Жанну д'Арк сьєра Луї де Конта, її пажа і секретаря, у вільному перекладі зі старофранцузької на сучасну англійську мову Жана Франсуа Альдена з неопублікованого рукопису, що зберігається в Національному архіві Франції, в художній обробці Марка Твена». Але його авторство незабаром стало очевидним, і перше видання роману окремою книгою у травні 1896 року вийшло у видавництві «Harper & Brothers» уже із зазначенням автора — Марк Твен. Цей роман Твен присвятив своїй дружині Олівії Клеменс «на знак вдячного визнання її невтомної і незмінної служби літературним порадником і редактором» і в день двадцять п'ятої річниці їхнього весілля.

## Зміст книги

### Передмова перекладача
У «Передмові перекладача» Марк Твен, видаючи себе за перекладача старовинної хроніки, викладає коротку біографію Жанни д'Арк і зазначає, що всі ці дані засновані на справжніх документах, яким можна довіряти. Твен дає тут захопливу оцінку особистості Жанни:
«Жанна д'Арк — особистість виняткова. Її сміливо можна міряти міркою будь-яких часів. Згідно з будь-яким критерієм і всіма ними взятими разом, вона залишається бездоганною, залишається ідеалом досконалості і вічно стоятиме на висоті, недосяжній для жодного зі смертних.
Якщо згадати, що її вік відомий в історії як найгрубіший, найжорстокіший і розбещений із часів варварства, доводиться дивуватися чуду, яке виростило подібну квітку на подібному ґрунті. Вона та її час протилежні одне одному, як день і ніч. Вона була правдива, коли брехня не сходила в людей з язика; вона була чесна, коли поняття про чесність було втрачене... вона була скромна і делікатна серед загальної безсоромності і грубості; вона була сповнена співчуття, коли навколо панувала найбільша жорстокість; вона була стійкою там, де стійкість була невідома, і дорожила честю, коли честь була забута; вона була непохитна у своїй вірі, як скеля, коли люди ні в що не вірили і над усім глумилися; вона була вірна, коли навколо панувала зрада... вона була незаплямовано чиста душею і тілом, коли суспільство, навіть у верхах, було розбещене до мозку кісток, — ось які якості поєднувалися в ній в епоху, коли злочин був звичною справою вельмож і правителів, а стовпи християнської релігії жахали навіть розбещених сучасників своїм чорним життям, повним неймовірних зрад, жорстокостей та гидоти.»

### Введення
Роман починається з передмови від імені сьєра Луї де Конта («Сьєр Луї де Конт своїм двоюрідним небожам і небогам»). У цій передмові згадано, що автор веде свою розповідь у 1492 році, більш ніж через 60 років після смерті Жанни д'Арк (1431 рік), і йдеться про тісний зв'язок автора з нею: «Я був із нею з самого початку до кінця» .

### Книга перша: «У Домремі»
Книга перша починається з народження де Конта в 1410 році в Нефшато і містить опис періоду його раннього дитинства, періоду злиднів і нещасть Франції, змученої тривалою війною. У 1415 році, після загибелі своєї сім'ї, де Конт переселяється до маленького села Домремі, де живе в родині парафіяльного священика. Тут він знайомиться з дівчинкою Жанною, дочкою селянина Жака д'Арк, і описує кілька випадків, які характеризують маленьку Жанну як хоробру і найбільш доброчесну дитину в Домремі, не по роках мудру і розвинену.
У VI і VII розділах роману Жанна довірливо повідомляє де Конту, що їй являвся архангел Михаїл і вона чує голоси, які доводять до неї велику місію: «Я покликана — і я не відступлю, доки при Божій допомозі не розтисну лещата, які здавили горло Франції». Підкоряючись голосам, Жанна направляється до правителя Вокулера із проханням дати їй війська, щоб супроводити її до короля Карла VII, але її тільки здіймають на сміх.

### Книга друга: «При дворі і на війні»
Непохитна переконаність Жанни у своїй місії робить свою справу: 1429 року, у 17-річному віці вона залишає рідне село і в супроводі своїх прихильників, включаючи де Конта, направляється до короля, щоб очолити армію і зняти облогу англійців з Орлеана. Почет короля творить їй усілякі перешкоди, влаштовує трибунал з учених богословів, які повинні винести вердикт — чи не пов'язана Жанна із дияволом? Після трьох тижнів допитів неписьменна Жанна бере гору над спільнотою кліриків, і відтак король призначає Жанну головнокомандувачем своєї армії.
У десятому розділі Жанна д'Арк починає військову кампанію, надіславши листа англійській армії в Орлеані, вимагаючи звільнити Францію. Після відмови англійців Жанна веде армію в бій, незважаючи на інтриги і саботаж придворних і воєначальників. Поява Жанни на полі бою надихає французів, і вони здобувають перемогу за перемогою. 5 липня 1429 року капітулює англійський гарнізон у Реймсі, завдяки чому нарешті проводиться коронація короля Карла VII, де Жанна просить у короля звільнити від податків її рідне село Домремі, не вимагаючи нічого для себе особисто.
Після коронації Жанна просить у короля дозволу атакувати Париж, але радники Карла намагаються всіляко перешкодити цьому. Карл VII спочатку дає дозвіл атакувати Париж, але в момент, коли Париж уже на межі падіння, король оголошує довгострокове перемир'я з його захисниками. Жанна і де Конт шкодують про втрачену можливість, але нічого не можуть змінити.
В останньому розділі книги розповідається про події 24 травня 1430 року, коли французька армія програла битву англійцям і бургундцям, внаслідок чого Жанна потрапила в полон.
Протягом усієї другої книги де Конт описує чесноти Жанни (вона забороняє проституцію у французькому таборі, азартні ігри, грубу лексику, вимагає, щоб кожен солдат регулярно сповідався, і проявляє милосердя до полонених англійців), а також її якості, обумовлені божественним призначенням (вона впізнає в натовпі без попереднього повідомлення, знаходить прихований меч у церкві, передбачає свої рани і майбутню загибель).

### Книга третя: «Суд і мучеництво»
Третя, заключна книга описує тюремне ув'язнення і суд над Жанною д'Арк. Її вирішили судити церковним судом за злочини проти віри. Місцем суду був обраний Руан, розташований у самому центрі окупованої англійцями території.
Із четвертого розділу роман містить докладну розповідь про тримісячний суд над Жанною, починаючи з 21 лютого 1431 року. Де Конт, таємно присутній на суді, описує процес як несправедливий у всіх аспектах, з упередженим ставленням суддів і відсутністю адвоката.
Суд сконцентрувався на таких питаннях, як видіння Жанни, її переодягання в чоловічий одяг та її виховання. Де Конт підкреслює, що Жанна, будучи неписьменною селянкою, впевнено уникає хитромудрих судових пасток. Наприклад, у розділі VII на питання: «чи спочиває на тобі Божа благодать?», будь-яка відповідь на яке, «так» чи «ні», була би згубною (в Біблії стверджується, що людині не дано про це знати), Жанна відповіла: «Якщо на мені немає благодаті, молю Господа дарувати її мені; якщо так — молю, щоб не позбавляв її».
У розділі XX Жанну шляхом обману змушують підписати документ, у якому вона визнає себе винною в чаклунстві і зносинах із нечистою силою, у брехні, в хулі на Бога і його святих, у кровожерливості, в підбурюванні до смути, в жорстоких і лихих учинках, нав'язаних дияволом; крім того, вона взяла на себе зобов'язання знову надіти жіночу сукню.
У розділі XXII де Конт звинувачує англійців у віроломстві. У той час як Жанна спала, один з охоронців украв жіночий одяг, що лежав біля неї, та поклав поруч чоловічий одяг. Після цього Жанну засуджують за «повторне впадіння в єресь» і спалюють на вогнищі 30 травня 1431 року.

### Висновок
У висновку де Конт повертається в 1492 рік, коли йому вже 82 роки. Підбиваючи підсумки життя і смерті багатьох героїв, він завершує розповідь панегіриком Жанні д'Арк:
«Жанна втілила Дух Патріотизму, стала його уособленням, його живим, видимим і відчутним образом.
Любов, Милосердя, Доблесть, Війна, Мир, Поезія, Музика — для всього цього можна знайти безліч символів, усе це можна уявити в образах будь-якої статі і віку. Але тендітна, струнка дівчина на світанку літ, із вінцем мучениці на чолі, з мечем у руці, яким вона розрубала пута своєї батьківщини, — хіба не залишиться вона, саме вона, символом ПАТРІОТИЗМУ до кінця часів?»

## Оцінки і критика
Сам Твен дуже високо цінував роман про Жанну. У листі того часу він зауважив: «Може статись, що книга не продаватиметься, — але це не важливо: адже я писав її для душі». За спогадами дочки письменника Сюзі Клеменс, Твен плакав, читаючи рідним рукопис роману. Наприкінці свого життя Твен заявив:
«З усіх моїх книг я найбільше люблю «Жанну д'Арк»; це найкраща з них; я це прекрасно знаю. Окрім того, вона дала мені всемеро більше задоволення, аніж усі інші; дванадцять років я її готував і два роки писав. Для інших підготовка не була потрібна.»
«Жанна д'Арк» виділяється серед романів Твена своєї емоційною щирістю, художньою цілісністю. Вона не розпадається на ряд окремих епізодів, як «Янкі при дворі короля Артура», «Пригоди Гекльберрі Фінна» й низка інших книг Твена: характерний для Твена сплав гумору, сатири і високого демократичного гуманізму витримується в романі від початку до кінця.
Відгуки спантеличених критиків і газетні рецензії були суперечливі. Бернард Шоу дорікнув Твену сентиментальною романтизацією («Твен буквально поклонявся Жанні») і розцінив роман як провал. У своїй п'єсі «Свята Іоанна» (1923) Шоу дав полемічно-протилежне, цілком раціональне трактування вдачі і життя Жанни. Ендрю Ленг, автор власного життєпису Жанни д'Арк, висловив Твену своє захоплення його романом. Роберт Віґінс у своїй книзі «Марк Твен, аматорський романіст» висловив думку, що Твен у Жанні описав свій ідеал благородства і чесноти, до якого має прагнути людство.

## Український переклад
Перший український переклад твору під назвою «Особисті спогади про Жанну д'Арк сьєра Люї де Конта» в перекладі д-ра Дмитра Куликовського був опублікований у дванадцяти номерах оунівського часопису «Визвольний шлях» у 1972-1973 роках. Вдруге роман опубліковано в 2021 році видавництвом "Пропала грамота" під назвою "Жанна Д'Арк" у перекладі Тамари Горіха-Зерня (Тамари Дуди). 